# Jessica Campbell
Jessica Eve Campbell, född 24 juni 1992 i Moosomin, Saskatchewan, är en kanadensisk ishockeytränare och före detta professionell ishockeyspelare, som tidigare spelat för Malmö Redhawks. Hon har bland annat gjort sig känd för att vara den första kvinnliga tränaren i ett landslag  för herrar, nämligen Tyskland under VM i Finland 2022. Dessutom är hon som första kvinna i NHL assisterande tränare för Seattle Kraken från och med säsongen 2024/2025. Hon blev den första kvinnliga tränaren i nordamerikansk proffshockey för herrar redan när hon var assisterande tränare för AHL-laget Coachella Valley Firebirds.